# Endogeniczność
Endogeniczność − zjawisko występujące w statystyce i ekonometrii. O parametrze bądź zmiennej mówi się, że jest endogeniczna, jeśli zachodzi korelacja między tym parametrem/tą zmienną a błędem losowym. Endogeniczność może być wynikiem błędu pomiarowego, autoregresji, pominiętych zmiennych (omitted variables) lub błędów w wyborze próby statystycznej. Ogólnie, przyczynowe sprzężenie zwrotne między zmienną objaśnianą a objaśniającą modelu prowadzi do endogeniczności.
Na przykład: kiedy w prostym modelu równowagi rynkowej obliczamy wielkość popytu w stanie równowagi, cena jest endogeniczna, gdyż producenci adaptują swoje ceny adekwatnie do popytu, a konsumenci adaptują swój popyt adekwatnie do ceny.